# Das Traumschiff: Tansania
Das Traumschiff: Tansania ist ein deutscher Fernsehfilm unter der Regie von Stefan Bartmann, der am 16. April 2017 im ZDF seine Erstausstrahlung hatte. Es ist die 78. Folge der Fernsehreihe Das Traumschiff.

## Handlung
- Felix Staudinger und Justus Erbrecht sind beste Freunde, die um das „Foto des Jahres“ konkurrieren und dafür bewusst ihre Freundschaft kurzzeitig unterbrechen.
- Ehepaar Robin und Kai Schmelting, Robins Bruder Steffen Frohme und Vater Herbert Frohme: Ziel der Fahrt nach Tansania ist die Testamentseröffnung des verstorbenen Vaters. Seit Jahren haben Robin und ihr Bruder nach dem Tod ihrer Mutter keinen Kontakt mehr zu ihrem Vater gehabt. Steffens Wurstfabrik droht die Insolvenz.
- Larissa Zimmermann: Kai betrügt Robin aktuell mit der weit jüngeren Frisörin Larissa. Kai weiß nicht, dass Larissa sich kurzfristig einen Job an Bord besorgt hat. Robin wollte ursprünglich die Reise auch nutzen, um die Ehe mit Kai zu retten.
- Jörg Schröder: Robin und Steffen standen sich früher sehr nahe und haben sich seit der Hochzeit mit Kai nicht mehr gesehen. Robin hat ihren Jugendfreund Jörg für Kai verlassen. Steffen und Kai mögen sich nicht. Robin und Jörg sehen sich in Tansania wieder.
- Florian Barner ist Schiffsoffizier und in dem Konflikt, sich entscheiden zu müssen: als talentierter Offizier zur See zu fahren oder seinen Traum zu verwirklichen, mit einer Band auf Tournee zu gehen. Kreuzfahrtdirektor Schifferle engagiert die Band für die Gala. Florian und seine Jungs singen ab 1:24:24 auf der Gala das Lied Du schaffst das schon.

## Hintergrund
Das Traumschiff: Tansania wurde vom 23. Oktober 2016 bis zum 29. November 2016 in Tansania gedreht. Produziert wurde der Film von der Polyphon Film- und Fernsehgesellschaft.

## Rezeption

### Einschaltquoten
Bei der Erstausstrahlung am 16. April 2017 wurde Das Traumschiff in Deutschland von 6,53 Millionen Zuschauern gesehen, was für das ZDF einen Marktanteil von 19,9 Prozent einbrachte.